# Pete Davidson
Peter Michael Davidson (* 16. November 1993 in Staten Island, New York City) ist ein US-amerikanischer Comedian und Schauspieler. Er trat regelmäßig in der Comedy-Show Saturday Night Live auf. Zudem hatte er Gastauftritte in den MTV-Shows Guy Code, Wild ’n Out und Failosophy. Er trat auch als Stand-up-Comedian in Adam DeVine’s House Party, Jimmy Kimmel Live! und Comedy Underground with Dave Attell auf und hatte Gastauftritte in den Fernsehserien Brooklyn Nine-Nine und The Rookie.

## Leben
Davidson ist der Sohn von Amy und Scott Matthew Davidson. Sein Vater ist jüdischer und seine Mutter irischer Herkunft; Davidson wurde katholisch erzogen. Er hat eine jüngere Schwester. Sein Vater war Feuerwehrmann beim New York City Fire Department und kam am 11. September 2001 bei den Rettungsarbeiten während der Terroranschläge in New York ums Leben. Seine Mutter arbeitet als Schulkrankenschwester.
Davidson begann seine ersten Versuche in Stand-up-Comedy im Alter von 16 Jahren in einer Bowlinghalle in Staten Island, wo eine Gruppe von Freunden ihn ermutigte, auf die Bühne zu gehen. Davidson leidet an Morbus Crohn, seit er 17 oder 18 war; dies machte ihn für einige Zeit arbeitsunfähig. Er besuchte die St. Joseph by the Sea High School, dann die Tottenville High School und schließlich die Xaverian High School in Brooklyn. Dort machte er 2011 seinen Abschluss. Nach der High School schrieb er sich im St. Francis College in Brooklyn Heights ein, brach sein Studium aber nach kurzer Zeit ab.
Davidson war von März bis Oktober 2018 mit der Sängerin Ariana Grande liiert. Nach einem Monat machte er ihr einen Heiratsantrag, den sie annahm. Am 14. Oktober wurde die Verlobung aufgelöst. Am 15. Dezember 2018 veröffentlichte er auf Instagram einen Text, in welchem er von Selbstmord sprach. Danach löschte er sein Profil.
Davidson sorgte wiederholt mit seinem Liebesleben für mediale Aufmerksamkeit. So war er unter anderem von Januar bis April 2019 mit Kate Beckinsale liiert und von November 2021 bis August 2022 mit Kim Kardashian.
Seit Anfang 2025 ist Davidson mit dem Model Elsie Hewitt in einer Beziehung. Am 16. Juli 2025 gab das Paar über Hewitts Social-Media-Kanäle bekannt, dass sie ein gemeinsames Kind erwarten.

## Karriere
Davidsons frühester Auftritt war in der dritten Episode der MTV-Comedyserie Failosophy, die am 28. Februar 2013 Premiere feierte. Im darauffolgenden Monat erschien er in PDA and Moms, einer dritten Staffel der MTV2-Reality-TV-Comedyserie Guy Code, der ersten von vier Episoden, in denen er mitspielte. Im Juni dieses Jahres wurde sein erstes Standup-TV im Rahmen einer Folge der zweiten Staffel der Comedy-Central-Sendung Gotham Comedy Live ausgestrahlt, die Standup-Comedians im Gotham Comedy Club in New York City zeigt. Im darauffolgenden Monat kehrte er mit einem Auftritt bei Nick Cannon Presents: Wild 'N Out, seinem ersten von sechs Episodenauftritten in dieser Show, zu MTV2 zurück.
Davidson trat anschließend auf der Hausparty von Adam Devine, Jimmy Kimmel Live, Comedy Underground mit Dave Attell auf und absolvierte einen Gastauftritt in Brooklyn Nine-Nine. Im Jahr 2014 bekam er eine Rolle im Fox-Comedy-Piloten Sober Companion, der es letztendlich jedoch nicht zur Serie schaffte.
Davidson war am Samstag, dem 27. September 2014, erstmals in Saturday Night Live (SNL) zu sehen. Mit 20 Jahren war er das erste SNL-Castmitglied, das in den 1990ern geboren wurde und eines der bisher jüngsten Castmitglieder. Davidson hatte für die Show bei Bill Hader vorgespielt, den er bei den Dreharbeiten zu einer kleinen Rolle in der Judd-Apatow-Spielfilmkomödie Dating Queen 2015 getroffen hatte. Hader erzählte dem Produzenten Lorne Michaels später von ihm. Sein Debüt sorgte für eine positive Kritik, mit seinen bekanntesten Sketchen während der Saison, einschließlich einer Skizze im Indiana-Jones-Stil, in der er und Dwayne „The Rock“ Johnson, nachdem sie mit Giftpfeilen beworfen worden waren, sich gegenseitig zwingen mussten, Gift aus den verschiedenen Körperteilen des anderen auszusaugen, ein Unterfangen, bei dem sie schließlich in der „69“-Position verheddert wurden. Bei einem anderen wurde Davidson von Norman Reedus mit einem Pfeil in die Brust geschossen.
Im März 2015 war Davidson ein Laudator beim Comedy Central Roast von Justin Bieber. Zu seinen kühnsten Witzen gehörte einer auf Kosten des befreundeten Rappers Snoop Dogg und des Gastgebers Kevin Hart sowie des Films Soul Plane von 2004. Davidson bezeichnete diesen Film als „die schlimmste Erfahrung meines Lebens mit einem Flugzeug“.

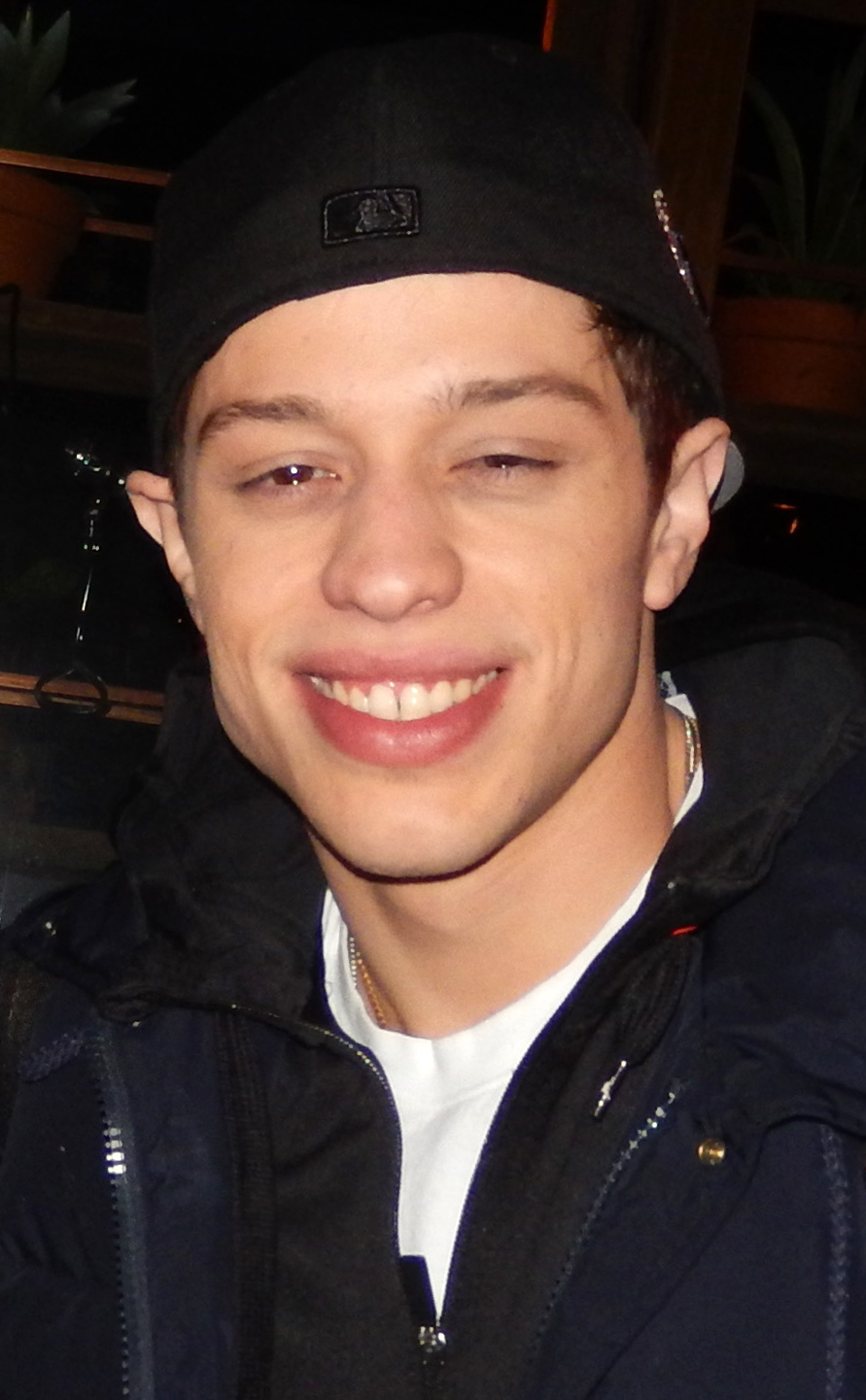
Pete Davidson, 2015

Im Jahr 2016 war Davidson auf der 30-unter-30-Liste in Forbes. Auch im Jahr 2016 nahm Davidson sein erstes Standup-Special Pete Davidson auf: SMD. Das Comedy-Central-Special wurde in New York City gedreht. Er trat in der Jim Gaffigan Show auf.
Im November 2018 wurde Davidson für seine Kommentare kritisiert, die den republikanischen Kongresskandidaten und Veteran Dan Crenshaw verspotteten, der wegen einer Verletzung durch den Krieg in Afghanistan eine Augenklappe trägt. Davidson verglich Crenshaw mit einem „Hitman in einem Pornofilm“ und fügte hinzu: „Es tut mir leid, ich weiß, er hat sein Auge im Krieg oder was auch immer verloren.“ Davidson lud später Crenshaw für ein Wochenend-Update-Segment in Saturday Night Live ein. In der Folge entschuldigte sich Davidson bei Crenshaw, und sie machten weitere Witze und gaben Hinweise, dass es Veterans Day sei. Crenshaw und andere haben spekuliert, dass der Witz dazu beigetragen haben könnte, den 2. Kongressbezirk von Texas bei den Zwischenwahlen zu gewinnen.
Im Januar 2019 erschien mit Big Time Adolescence beim Sundance Film Festival der erste Film, in dem Davidson in einer Hauptrolle mitwirkte. Es ist die Geschichte eines Jungen namens Mo (Griffin Gluck), der mithilfe des Exfreundes seiner Schwester Zeke (Davidson) und dessen besten Freundes Nick (Machine Gun Kelly) durchs Leben geht und lernt, das Leben in allen Aspekten zu genießen.
In mehreren Gastauftritten in der Krimiserie The Rookie verkörperte Davidson den Halbbruder von Officer John Nolan (Nathan Fillion).
Bei dem von Judd Apatow inszenierten Spielfilm The King of Staten Island schrieb Davidson auch am Drehbuch mit. Das Drama um einen jungen Mann, der mit dem neuen Mann im Leben seiner Mutter zurechtkommen muss, ist von der eigenen Biografie Davidsons inspiriert, der unter anderem mit Depressionen zu kämpfen hatte.
Auch im 2024 von Eminem veröffentlichten Musikvideo zur Single Houdini hatte Davidson einen kurzen Gastauftritt.

## Filmografie (Auswahl)
- 2013: Brooklyn Nine-Nine (Fernsehserie, Folge 1x03)
- 2014: School Dance
- 2015: Dating Queen (Trainwreck)
- 2018: Set It Up
- 2019: The Dirt – Sie wollten Sex, Drugs & Rock’n’Roll (The Dirt)
- 2019: Was Männer wollen (What Men Want)
- 2019: Der harte Weg zum Erwachsenwerden (Big Time Adolescence)
- 2019: Angry Birds 2 – Der Film (The Angry Birds Movie 2, Stimme)
- 2019: The Jesus Rolls
- 2020–2022: The Rookie (Fernsehserie, Episode 2x13, 4x5, 4x22)
- 2020: The King of Staten Island (auch Drehbuch)
- 2021: The Suicide Squad
- 2022: I Want You Back
- 2022: Marmaduke (Stimme)
- 2022: Bodies Bodies Bodies
- 2022: Meet Cute – Mein täglich erstes Date (Meet Cute)
- 2023: Guardians of the Galaxy Vol. 3
- 2023: Fast & Furious 10 (Fast X)
- 2023: Transformers: Aufstieg der Bestien (Transformers: Rise of the Beasts, Stimme)
- 2023: Dumb Money – Schnelles Geld (Dumb Money)
- 2024: Riff Raff – Verbrechen ist Familiensache (Riff Raff)
- 2024: Die Abenteuer der Teenage Mutant Ninja Turtles (Tales of the Teenage Mutant Ninja Turtles, Fernsehserie, Stimme)
- 2025: The Pickup